# Familia Fratellini

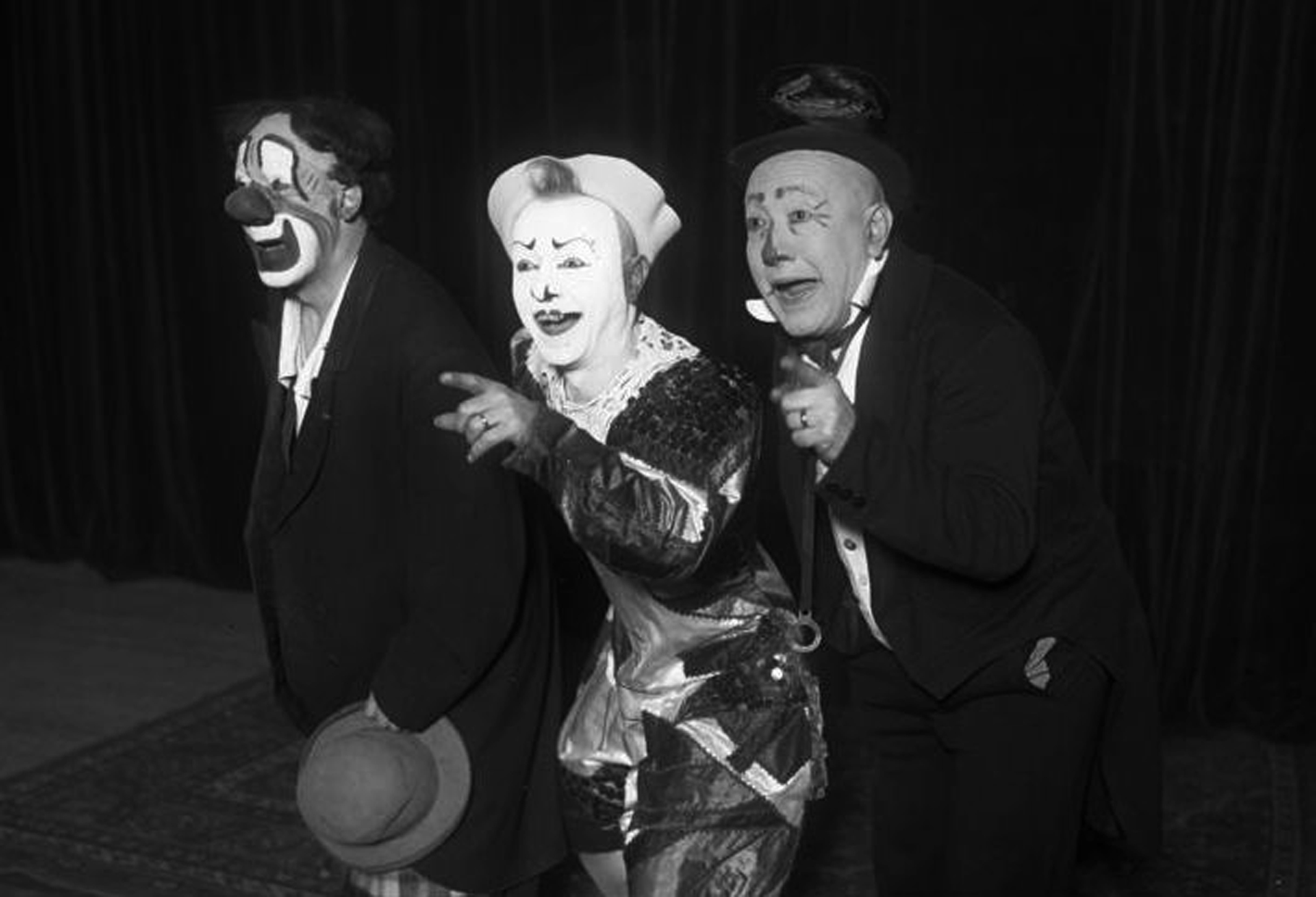
Albert, François y Paul, con ropa de escena, en 1932

Fratellini es una familia italiana de tradición circense, que dio lugar a varias generaciones de artistas que recorrieron con éxito los escenarios europeos desde principios del siglo XX hasta la primera y segunda posguerra. Alcanzaron gran fama, especialmente a partir de la enorme popularidad alcanzada, a partir de la primera posguerra, por el trío del mismo nombre formado por tres hermanos: Paul, François y Albert.

## Historia

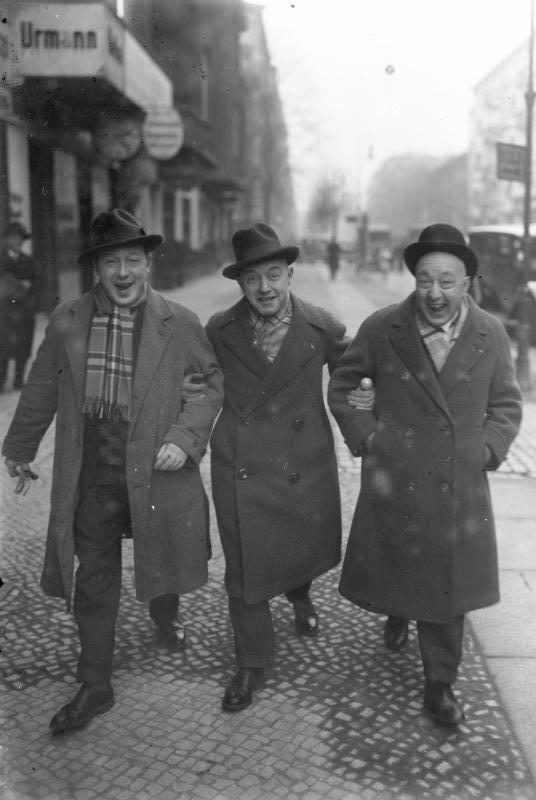
Los hermanos Fratellini en Berlín en 1927

El trío Fratellini se formó después de la muerte del hijo mayor Louis en 1905. Actuaron en pistas de circo en Rusia y en toda Europa. Su participación en el Cirque Medrano, después de la Gran Guerra, apoyada por una intensa campaña publicitaria al estilo americano, tuvo tanto éxito que provocó un fuerte resurgimiento del interés del público por los espectáculos circenses y en particular por los payasos, con una intensidad que no se veía desde los días de George Foottit y Chocolat. Sus actuaciones en el circo alemán de Paul Busch fueron importantes.
En 1920, se les encargó la representación del estreno del ballet Le bœuf sur le toit, op.58, compuesto el año anterior por Darius Milhaud (del Grupo de los Seis), basado en un texto de Jean Cocteau y originalmente con escenas de Raoul Dufy.
En 1923, los tres hermanos se habían convertido en los favoritos de la intelectualidad parisina. Fueron elogiados por la prensa y venerados por un séquito de admiradores que acudían al circo solo para ver sus famosos entrantes que podían durar hasta 45 minutos. Raymond Radiguet y Jean Cocteau crearon personajes basados en los Fratellini.
El éxito del Trío Fratellini se ha atribuido a varios factores, pero sobre todo a su experiencia y talento, que se plasmó en una "comedia lograda con unos pocos y simples trucos de farsa".

## Miembros de la familia

### Gustavo Fratellini
El fundador de la tradición artística circense fue el trapecista Gustavo Fratellini (Gustave-Henri, nacido Enrico Gaspero; Florencia, 1842 - París, 1905), revolucionario y patriota italiano, seguidor de Giuseppe Garibaldi y que había participado en la unificación de Italia.

### Trío fratellini
Gustavo tuvo cuatro hijos, todos artistas circenses, el primero de los cuales murió prematuramente en 1909:
- Louis Fratellini (Florencia 1867 - París, 1909), que fue payaso y acróbata.
- Paul Fratellini (Catania, 1877 - 18 de junio de 1940), que interpretó el papel del "Augusto".
- François Fratellini (París, 1879 - 20 de junio de 1951), gran jinete que interpretó el papel del payaso triste y poético.
- Albert Fratellini (Moscú, 1886-1961), figura de un payaso loco y salvaje, autor, en 1951, de un libro de memorias de familia, Nous, les Fratellini.

Al principio, Louis actuaba con Paul mientras que François formaba pareja con Albert. Cuando el hijo mayor murió prematuramente, los tres supervivientes se reunieron para formar el trío que alcanzaría la gran fama.

### Hijos del arte
La tradición artística familiar continuó durante varias generaciones, con los numerosos y talentosos descendientes de hijos y nietos artistas, continuando incluso después de la Segunda Guerra Mundial. A raíz del éxito obtenido más allá de los Alpes, algunos miembros de la familia se instalaron definitivamente en Francia.
A la muerte de Paul en 1940, el trío se reconstituyó con la incorporación de Charley-William Ilès (Estocolmo, 3 de junio de 1876 - París, 28 de marzo de 1945), italo-francés, relacionado, por parte de madre, con la familia circense Ciniselli- Cavagora), luego por Jean Balazy (hijo de la cantante de ópera Louise Balazy ), finalmente por el payaso inglés Gabriel Geretti (alias Gagà). Después de la muerte de François en 1952, Albert se quedó solo y reconstituyó el Trío con la incorporación de nuevos miembros de la familia, haciendo que Max (el hijo de Louis) actuara en la pista junto con Nino y Louis, los hijos de Max.
También son dignos de mención los cuatro hijos de François, que dieron a luz a un cuarteto, los Craddocks, con los que actuó en una serie de acrobacias cómicas.
Otros descendientes famosos fueron Víctor, hijo de Paul, que dio origen a la compañía de payasos Trio Victor Fratellini, los Colombaioni y Annie Fratellini (Annie Violette Fratellini, 1932 - 1997), hija de Víctor, quien también fue artista de circo, payasa, actriz y cantante. Annie, junto con Pierre Etaix, fundó la École Nationale du Cirque en París, más tarde Académie Fratellini.
Annie y Gustavo aparecen en el documental I clowns de Federico Fellini. En la misma película, en un cameo que no aparece en los créditos, también aparece Gustavo Fratellini, otro descendiente de la familia.